# Vélez de Benaudalla
Vélez de Benaudalla – gmina w Hiszpanii, w prowincji Grenada, w Andaluzji, o powierzchni 79,11 km². W 2011 roku gmina liczyła 2943 mieszkańców.
Położone jest u podnóża Alpujarra Granadina, na łagodnym zboczu i małej równinie.